# Storm Large
Storm Large (Susan Storm Large, 25 de junio de 1969) es una cantante, compositora, escritora y actriz estadounidense.  Atrajo la atención de los medios luego de su participación en el programa de telerrealidad de la CBS Rock Star: Supernova. También estuvo vinculada a la reconocida orquesta de jazz Pink Martini.

## Carrera
Radicada en la ciudad de San Francisco, Storm formó las bandas Flower SF, Storm and Her Dirty Mouth y Storm, Inc. Esta última banda incluía a la guitarrista Shaunna Hall, popular por su participación en bandas como 4 Non Blondes y P-Funk. En 2002 fundó la agrupación The Balls, también conocida como Storm and the Balls luego de radicarse en Portland. Storm and the Balls consistía en Large como vocalista, Davey Loprinzi en el bajo, James Beaton en los teclados y Brian Parnel en la batería. La agrupación logró gran éxito en la escena de clubes de Portland, realizando versiones de artistas y bandas como ABBA, Black Sabbath, Cheap Trick, Billy Idol, Led Zeppelin, Motörhead y Olivia Newton-John, al igual que sus propias composiciones. The Balls fueron acto de apertura para  Everclear, Nina Hagen, Hank 3, Pleasure Club y Nancy Sinatra, entre otros. 
El 12 de enero de 2012, Storm publicó un libro de memorias titulado Crazy Enough. El libro, publicado por Free Press, narra su propia experiencia al crecer junto a una madre con serios problemas psicológicos. Actuando en teatro, interpretó a Sally Bowles en una versión del famoso musical Cabaret.
Luego de que la cantante China Forbes, vocalista de la orquesta Pink Martini, se sometiera a una cirugía de cuerdas vocales, Large salió de gira con la banda entre julio y diciembre de 2011 como su reemplazo, para unirse de nuevo a la agrupación en 2013 para la grabación del álbum Get Happy.

## Discografía

### Estudio
| Álbum                     | Lanzamiento | Alias de Storm            |
| ------------------------- | ----------- | ------------------------- |
| Big Daddy Large           | 1995        | FlowerSF                  |
| Storm and Her Dirty Mouth | 1998        | Storm and Her Dirty Mouth |
| The Calm Years            | 2000        | Storm Inc.                |
| Hanging With The Balls    | 2003        | The Balls                 |
| Vasectomy                 | 2005        | The Balls                 |
| Ladylike Side One         | 2007        | Storm Large               |
| Crazy Enough              | 2009        | Storm Large               |
| Le Bonheur                | 2014        | Storm Large               |